# Aplysina archeri
Aplysina archeri é uma espécie de esponja.